# Maria Guzenina
Maria Edith Guzenina, en russe : Мария Эдит Гузенина, née Stieren le 12 janvier 1969 à Helsinki, anciennement Lindell puis Guzenina-Richardson, est une femme politique finlandaise membre du Parti social-démocrate de Finlande (SDP). Elle est députée à la Diète nationale depuis 2007 et ministre des Services sociaux entre 2011 et 2013.

## Biographie

### Engagement politique
En 2004, elle se fait élire au conseil municipal d'Espoo et au conseil régional d'Uusimaa. À l'occasion des élections législatives du 18 mars 2007, elle est élue députée à la Diète nationale, obtenant 12 578 voix de préférences dans la circonscription d'Uusimaa, soit le cinquième résultat et le meilleur des élus sociaux-démocrates.
Elle devient en 2008 président de la Ligue des femmes et deuxième vice-présidente du SDP. Elle se fait élire première vice-présidente en 2010. Aux élections du 17 avril 2011, elle confirme son mandat et totalise 14 581 suffrages préférentiels, à nouveau en cinquième place mais en étant devancée au sein du SPD par Lauri Ihalainen.

### Entrée au gouvernement
Le 22 juin suivant, Maria Guzenina est nommée ministre des Services sanitaires et sociaux dans le gouvernement de coalition centriste du Premier ministre conservateur Jyrki Katainen. Lors du remaniement de mi-mandat planifié par les sociaux-démocrates, elle n'est pas reconduite et cède sa place à Susanna Huovinen.
Elle rejoint alors la grande commission du Parlement et prend la présidence de la délégation finlandaise à l'Assemblée parlementaire du Conseil de l'Europe.
Elle est élue pour un troisième mandat lors du scrutin du 19 avril 2015, mais elle ne remporte que 7 827 voix de préférence, soit le douzième score de sa circonscription et le quatrième parmi les candidats du SDP.

### Vie privée
Mariée à l'âge de 19 ans, elle se remarie à la fin des années 1990 avec le batteur Mark Richardson. Ils ont un fils en 1999 mais divorcent en 2001. Elle est née avec le nom de son père, d'origine allemande, mais a ensuite pris celui de sa mère, d'origine russe, qui l'a élevée seule. Elle réside à Espoo, dans la région d'Uusimaa.